# Рецептивно поље
Рецептивно поље, или сензорни простор, је ограничени медијум где неки физиолошки стимулуси могу изазвати сензорни неуронски одговор у одређеним организмима. Комплексност рецептивног поља креће се од једнодимензионалне хемијске структуре мириса до вишедимензионалног простор-времена људског видног поља, преко дводимензионалне површине коже, као рецептивног поља за перцепцију додира. Рецептивна поља могу позитивно или негативно да измене мембрански потенцијал са или без утицаја на брзину акционих потенцијала.
Овај концепт рецептивних поља може се проширити на нервни систем. Ако сви сензорни рецептори формирају синапсе са једном ћелијом даље, они заједно формирају рецептивно поље те ћелије. На пример, рецептивно поље ганглионске ћелије у ретини ока састоји се од улаза свих фоторецептора који са њим синапсе, а група ганглијских ћелија заузврат формира рецептивно поље за ћелију у мозгу. Овај процес се назива конвергенција.
Рецептивна поља су коришћена у савременим вештачким дубоким неуронским мрежама које раде са локалним операцијама.